# Grand Slam Cup 1990
La Grand Slam Cup 1990 è stato un torneo di tennis giocato sul sintetico indoor. È stata la 1ª edizione del torneo maschile che fa parte dell'ATP Tour 1990. Si è giocato all'Olympiahalle di Monaco di Baviera in Germania dall'11 al 16 dicembre 1990.

## Campioni

### Singolare maschile
Pete Sampras ha battuto in finale  Brad Gilbert con il punteggio di 6–3, 6–4, 6–2